# José Carlos de Souza Campos
José Carlos de Souza Campos (* 3. März 1968 in Itaúna, Minas Gerais) ist ein brasilianischer Geistlicher und römisch-katholischer Erzbischof von Montes Claros.

## Leben
José Carlos de Souza Campos empfing am 30. Mai 1993 das Sakrament der Priesterweihe. Seit 6. November 2012 war er Diözesanadministrator des Bistums Divinópolis.
Am 26. Februar 2014 ernannte ihn Papst Franziskus zum Bischof von Divinópolis. Die Bischofsweihe spendete ihm der Erzbischof von Belo Horizonte, Walmor Oliveira de Azevedo, am 25. Mai desselben Jahres. Mitkonsekratoren waren der Altbischof von Divinópolis, José Belvino do Nascimento, und sein unmittelbarer Amtsvorgänger und Bischof von Duque de Caxias, Tarcísio Nascentes dos Santos.
Papst Franziskus bestellte ihn am 14. Dezember 2022 zum Erzbischof von Montes Claros. Die Amtseinführung erfolgte am 18. Februar 2023.